# Municipio de Chester (condado de Lake)
El municipio de Chester (en inglés: Chester Township) es un municipio ubicado en el condado de Lake en el estado estadounidense de Dakota del Sur. En el año 2010 tenía una población de 709 habitantes y una densidad poblacional de 7,62 personas por km².

## Geografía
El municipio de Chester se encuentra ubicado en las coordenadas 43°53′52″N 96°56′29″O / 43.89778, -96.94139. Según la Oficina del Censo de los Estados Unidos, el municipio tiene una superficie total de 93.07 km², de la cual 86,87 km² corresponden a tierra firme y (6,67 %) 6,21 km² es agua.

## Demografía
Según el censo de 2010, había 709 personas residiendo en el municipio de Chester. La densidad de población era de 7,62 hab./km². De los 709 habitantes, el municipio de Chester estaba compuesto por el 98,17 % blancos, el 0,42 % eran afroamericanos, el 0,28 % eran amerindios y el 1,13 % eran de una mezcla de razas. Del total de la población el 0 % eran hispanos o latinos de cualquier raza.